# Horehronie
Horehronie é uma música interpretada por Kristina, que foi seleccionada para representar Eslováquia no Festival Eurovisão da Canção 2010, a 21 de fevereiro de 2010, na Noruega.